# Siergiej Abalichin
Siergiej Anatoljewicz Abalichin (ros. Сергей Анатольевич Абалихин, ur. 29 lipca 1946) – radziecki lekkoatleta, sprinter.
Zdobył brązowy medal w sztafecie 4 × 2 okrążenia na europejskich igrzyskach halowych w 1968 w Madrycie (sztafeta radziecka biegła w składzie: Borys Sawczuk, Wasyl Anisimow, Abalichin i Aleksandr Bratczikow).
Abalichin był mistrzem ZSRR w sztafecie 4 × 100 metrów w 1967.